# Lipschitzovsky spojité zobrazení
Lipschitzovsky spojité zobrazení, nebo také lipschitzovské zobrazení, je zesílením stejnoměrně spojitého zobrazení na metrických prostorech. Jméno je podle německého matematika Rudolfa Lipschitze.

## Definice
Lipschitzovsky spojité zobrazení je takové zobrazení {\displaystyle f:M\rightarrow N} mezi metrickými prostory {\displaystyle (M,d_{M})} a {\displaystyle (N,d_{N})}, že existuje konstanta {\displaystyle K>0} a platí
{\displaystyle d_{N}(f(x),f(y))\leq K\ d_{M}(x,y)}
pro každé {\displaystyle x,y\in M}. Nejmenší taková konstanta {\displaystyle K} se nazývá
lipschitzovská konstanta.
Lipschitzovsky spojité zobrazení s lipschitzovskou konstantou {\displaystyle K<1} se nazývá kontraktivní zobrazení, nebo kontrakce.

### Lipschitzovsky spojité funkce
Funkce {\displaystyle f:\Omega \subset \mathbb {R} ^{n}\rightarrow \mathbb {R} } je lipschitzovsky spojitá, nebo lipschitzovská, pokud existuje konstanta {\displaystyle K>0} a pro každé {\displaystyle x,y\in \Omega } platí
{\displaystyle |f(x)-f(y)|\leq K|x-y|}.
Množina všech lipschitzovsky spojitých funkcí na oblasti {\displaystyle \Omega } se značí {\displaystyle {\mathcal {C}}^{0,1}(\Omega )}.

## Vlastnosti
Každé lipschitzovsky spojité zobrazení je stejnoměrně spojité a tedy i spojité.
Lipschitzovsky spojitá funkce je již diferencovatelná skoro všude na {\displaystyle \Omega }.